# Benno Wiss
Benno Wiss (Dietwil, districte de Muri, 13 de juliol de 1962) va ser un ciclista suís, que fou professional entre 1984 i 1986. Del seu palmarès destaca la medalla de plata als Jocs Olímpics de Los Angeles de 1984 a la contrarellotge per equips masculí, al costat de Richard Vial Trinkler i Laurent. El mateix any va guanyar el Gran Premi de Lugano i dues vegades el Circuit francobelga.

## Palmarès
- 1982
  - Vencedor d'una etapa al Circuit Franco-Belga
- 1983
  - 1r al Circuit Franco-Belga i vencedor d'una etapa
  - 1r al Stausee Rundfahrt
- 1984
  -  Medalla de plata als Jocs Olímpics de Los Angeles an la prova contrarellotge per equips (amb Richard Trinkler, Laurent Vial i Alfred Achermann)
  - 1r al Gran Premi de Lugano
  - 1r al Circuit Franco-Belga i vencedor d'una etapa
  - 1r al Giro del Mendrisiotto
  - 1r al Stausee Rundfahrt
  - Vencedor de 2 etapes al Tour de l'Avenir
- 1985
  - Vencedor d'una etapa a la Volta a Dinamarca
  - Vencedor d'una etapa al Tour de l'Avenir

### Resultats al Giro d'Itàlia
- 1985. 85è de la classificació general